# 合肥八一学校
合肥八一学校（原中国人民解放军炮兵学院附属高级中学）是一所隶属于中国人民解放军陆军军官学院的集小学、初中、高中于一体的全日制、全封闭、全寄宿制的军校管理模式的学校。学校创办于1998年。时任校长崔军大校，政委周华良大校。
通讯地址：合肥市蜀山区南岗镇 南岗科技园 大别山路888号